# Rassemblement français de Tunisie
Le Rassemblement français de Tunisie (RFT) est un parti politique de la communauté française de Tunisie pendant l'époque du protectorat français.

## Histoire

### Fondation et premiers succès électoraux
Le parti fait son apparition dans l'immédiate après-guerre. Il est mené par Antoine Colonna, ancien syndicaliste et partisan de Charles de Gaulle, qui déclare lors de la campagne électorale pour l'Assemblée constituante en 1945 : « Nos pères et nos aînés sont venus constituer ici une nouvelle province française. Nous ne devons pas trahir leur dessein ». Le RFT remporte largement ces élections avec 52 % des suffrages contre 25 % pour la liste opposée. Selon les résultats du scrutin, le poids électoral du RFT dans la colonie française se manifeste surtout à Tunis, où se trouve une forte concentration de fonctionnaires, et dans les villes de l'intérieur qui sont situées près de centres de la colonisation agricole (Béja, Mateur, Grombalia, etc.).
Colonna est élu conseiller de la République, représentant les citoyens français de Tunisie, et siège entre 1947 et 1959.

### Opposition aux négociations franco-tunisiennes
En 1950, le Rassemblement français de Tunisie s'oppose à l'action du gouvernement de M'hamed Chenik par une campagne de presse et des actions pour interrompre les négociations en vue de l'évolution du statut de la Tunisie. Hostile à l'idée d'accorder le droit au vote par suffrage universel aux Tunisiens, il fait entendre sa protestation auprès des instances gouvernementales françaises par le biais de groupes parlementaires, de lobbies colonialistes, d'une partie de l'administration sous son contrôle ainsi que des chefs de l'armée qui craignent l'affaiblissement de l'OTAN dans le bassin méditerranéen avec l'éventualité d'une émancipation de la Tunisie.
En 1954, le RFT s'oppose violemment aux négociations entre le gouvernement de Pierre Mendès France et Habib Bourguiba et dénonce quelques mois plus tard les conventions accordant l'autonomie interne à la Tunisie. Il recourt aux mêmes moyens de pressions et aux mêmes réseaux d'influence que face au gouvernement Chenik. Antoine Colonna, toujours chef du RFT, conduit plusieurs manifestations de protestation à Tunis et traite Mendès France de « lâche » et de « traître ». 
Le Rassemblement français de Tunisie disparaît avec l'indépendance du pays en 1956 et le départ pour la France de la majorité des ressortissants français de Tunisie dans les années qui suivent.

## Idéologie
Le Rassemblement français de Tunisie est soutenu par les colons et une partie des fonctionnaires. Dans la presse, il est appuyé par La Dépêche tunisienne, La Presse de Tunisie et La Tunisie française. Le parti a pour principale ligne de conduite l'opposition à la montée du nationalisme tunisien. Il se situe ainsi dans la continuité du Ralliement français.
Le RFT aurait une affiliation avec l'organisation de la Main rouge, responsable de campagnes de violence et d'assassinats parmi les nationalistes tunisiens, dont celui de Farhat Hached et de Hédi Chaker.